# South Beach-Franklin Delano Roosevelt Boardwalk

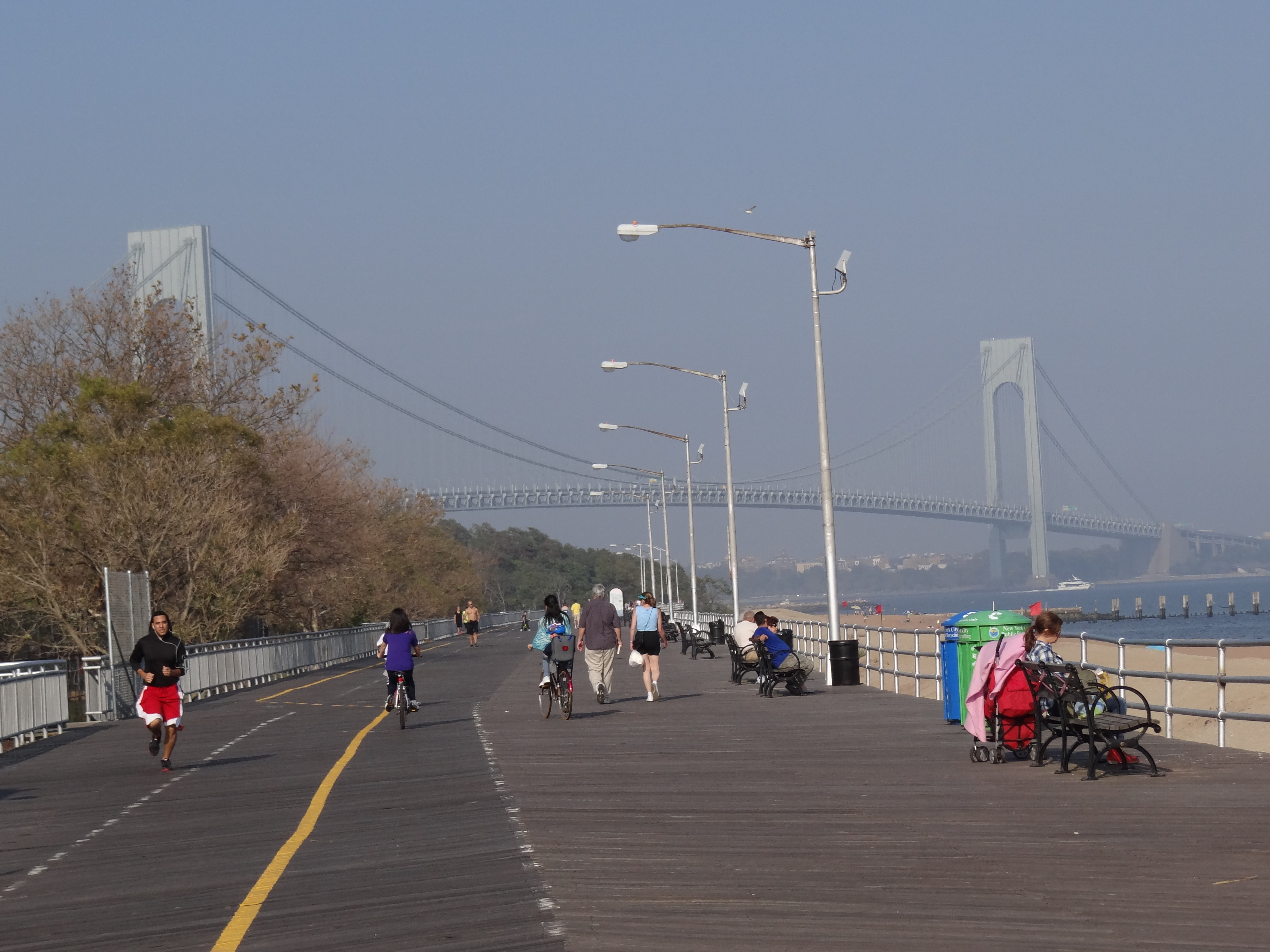
De South Beach-Franklin Delano Roosevelt Boardwalk bij de Verrazano-Narrows Bridge

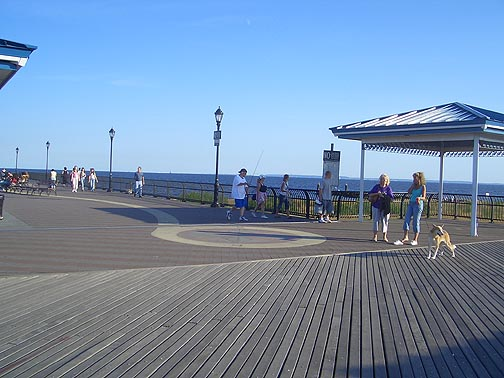

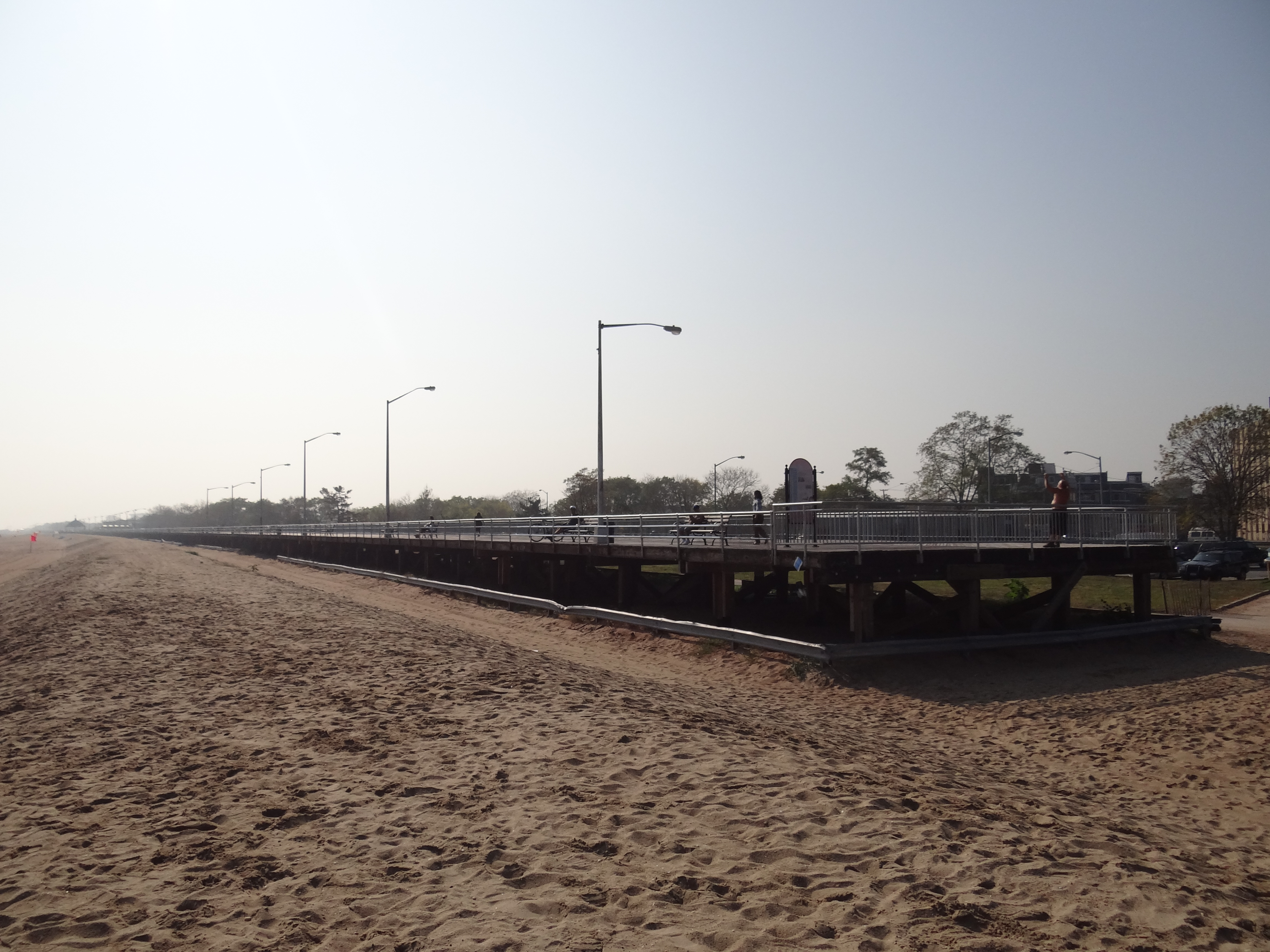
De noordelijke kop van de FDR Boardwalk, aan Fort Wadsworth

De South Beach-Franklin Delano Roosevelt Boardwalk, ook gekend als FDR Boardwalk, is een boardwalk, vlonderpad of promenade met uitzicht op de Lower New York Bay, gelegen op de East Shore van Staten Island, een van de vijf boroughs van New York. De promenade is het belangrijkste kenmerk van een openbaar park dat zich uitstrekt van Fort Wadsworth en de Verrazano-Narrows Bridge naar Miller Field, beide onderdeel van de Gateway National Recreation Area. Het park bevat ook tal van recreatieve faciliteiten, waaronder een skatepark.
Oorspronkelijk werd de kuststrook in het zuidoosten van Staten Island bezet door meerdere pretparken, die een voor een sloten in de jaren dertig. De bouw van de promenade begon in 1935 en was voltooid in 1937. Amusementsparken bleven aanwezig aan de promenade tot de late jaren vijftig, toen watervervuiling en andere veranderingen potentiële bezoekers meer en meer afweerden. De promenade werd gerestaureerd in een miljoenen dollar kostend project in de late jaren negentig. Het gebied is evenwel nog steeds relatief licht gebruikt, in 2017 zagen South Beach en de Boardwalk 334.000 bezoekers, ongeveer 5% van de bezoekers die op Coney Island geteld worden.
De South Beach-Franklin Delano Roosevelt Boardwalk strekt zich uit over 4,0 km tussen Fort Wadsworth in het noorden en Miller Field in het zuiden. Volgens de tweede editie van The Encyclopedia of New York City, gepubliceerd in 2010, is de South Beach Boardwalk de op vier na langste promenade ter wereld. Van noord naar zuid loopt het door de wijken Arrochar, South Beach en Midland Beach. Toen het gebouwd werd, was het 12 m breed, de helft van de 24 m brede Riegelmann Boardwalk op Coney Island, gelegen aan de andere zijde van de Lower New York Bay in Brooklyn. De FDR Boardwalk is gemaakt met beton en hout en bevat verschillende paviljoens, toiletten en verzorgingszones langs de lengte. Een 60 m brede boulevard, nu bekend als de Father Capodanno Boulevard, werd gebouwd aan de landzijde van de promenade. Een afgescheiden fietspad, gescheiden van ander verkeer, strekt de lengte van de promenade.